# Colysis pothifolia
Colysis pothifolia là một loài thực vật có mạch trong họ Polypodiaceae. Loài này được (Buch.-Ham. ex D. Don) C. Presl miêu tả khoa học đầu tiên năm 1851.